# Marlene Sosa
Marlene Sosa García (* 30. August 1986) ist eine mexikanische Handballtorhüterin, die im Hallenhandball ebenso wie in der Disziplin Beachhandball mexikanische Nationalspielerin ist.

## Hallenhandball
Marlene Sosa spielt für EMEX.
Sosa spielt für die mexikanische Handballnationalmannschaft und gewann mit dieser bei den Zentralamerika- und Karibikspiele 2014 in Veracruz die Bronzemedaille und wurde bei den Panamerikanischen Spiele 2015 in Toronto Vierte. 2016 war sie Teil der Mannschaft, die in der Olympiaqualifikation deutlich an europäischen Mannschaften scheiterte.

## Beachhandball
Abgesehen von einem ersten kurzen Gastspiel bei den Panamerika-Meisterschaften 2014 in Asunción, nimmt Mexiko erst seit den Panamerika-Meisterschaften 2018 in Oceanside regelmäßig an internationalen Wettbewerben teil. Sosa gehört zur ersten Generation dieser Spielerinnen. In Kalifornien wo sogleich die erstmalige Qualifikation für Weltmeisterschaften gelang, gehörte Sosa noch nicht zum Kader, sondern Denisse Romo spielte an der Seite von Gabriela Salazar. Bei der WM in Kasan ersetzte Sosa Romo. Mexiko verlor alle Vorrundenspiele, wobei einzig gegen Vietnam ein Satzgewinn gelang und auch in der Trostrunde wurden zwei der drei Spiele verloren, nur gegen die Vereinigten Staaten gelang ein prestigeträchtiger Sieg. Es folgten die Platzierungsspiele, in denen zunächst Taiwan geschlagen und schließlich gegen Uruguay verloren und der 12. Platz belegt wurde. Bislang folgten keine weiteren Einsätze in der Nationalmannschaft, wo danach wieder Romo und seit 2022 Adela Valenzuela neben Salazar das Torhüterinnen-Duo der Nationalmannschaft bilden.

## Erfolge
| Weltmeisterschaften (Beach) - 2018: 12. Panamerikanische Spiele (Halle) - 2015: 4. Zentralamerika- und Karibikspiele (Halle) - 2014: 3. |

## Belege und Anmerkungen
1. ↑  Denisse Romo, visita al rector de la ULCA. Abgerufen am 10. Januar 2023.
2. ↑  Redacción Mexicalisport: MANUELA ZAVALA DE GIRA CON LA SELECCIÓN NACIONAL DE HANDBALL FEMENIL – MexicaliSport. Abgerufen am 11. Januar 2023 (spanisch).
3. ↑  Panamericanos. Abgerufen am 11. Januar 2023.
4. ↑  Afmedios / Ulises Morfín: La colimense Fernanda Rivera con el ‘Tri’ de balonmano por bronce en Juegos Panamericanos. In: AFmedios .- Agencia de Noticias. Abgerufen am 8. Januar 2023 (spanisch).
5. ↑  Marlene Sosa - Handball player profile & career statistics - Global Sports Archive. Abgerufen am 11. Januar 2023.
6. ↑  Edición del martes 6 de marzo de 2018 by El Comentario - Issuu. Abgerufen am 2. Dezember 2022 (englisch).
7. ↑  La aguascalentense Denisse Romo participará en Hanball Beach en Rusia – El Clarinete. Abgerufen am 10. Januar 2023 (mexikanisches Spanisch).
8. ↑  Candelario González: Se Presenta México en Mundial de Handball de Playa. In: MAG Deportes. 23. Juli 2018, abgerufen am 18. November 2022 (spanisch).

| Personendaten    | Personendaten                             |
| ---------------- | ----------------------------------------- |
| NAME             | Sosa, Marlene                             |
| ALTERNATIVNAMEN  | Sosa García, Marlene (vollständiger Name) |
| KURZBESCHREIBUNG | mexikanische Handballspielerin            |
| GEBURTSDATUM     | 30. August 1986                           |